# 6e division d'infanterie coloniale
Pour les articles homonymes, voir 6e division.
La 6e division d'infanterie coloniale (6e DIC) est une division d'infanterie de l'Armée de terre française, active au début de la Seconde Guerre mondiale.

## Historique

### Mobilisation
La division est mobilisée dans le centre de la France en septembre 1939, avec un grand nombre de réservistes, le noyau de troupes d'actives étant principalement issu du 23e régiment d'infanterie coloniale et du 2e régiment d'artillerie coloniale. À partir 10 septembre, la division se concentre dans la région de Morhange, où elle est rattachée à la 4e armée.

### Drôle de guerre
Fin septembre, un bataillon du 6e régiment d'infanterie coloniale, soutenu par un puissant barrage d'artillerie, mène la première action offensive de la division pour élargir le périmètre défensif français devant le village allemand de Grande-Rosselle. La division est ensuite retirée du front le 30 septembre et part à l'instruction une fois arrivée dans la région de Neufchâteau mi-octobre.
En avril 1940, la division reçoit un important renfort de tirailleurs sénégalais et d'artilleurs malgaches. Les 5e et 6e RIC deviennent mixte sénégalais (RICMS) et les 23e et 223e régiments d'artillerie coloniale deviennent mixte malgaches (RACMM et RALCMM),.

## Composition
- 5e régiment d'infanterie coloniale (mixte sénégalais après avril 1940)
- 6e régiment d'infanterie coloniale (mixte sénégalais après avril 1940)
- 43e régiment d'infanterie coloniale
- 23e régiment d'artillerie coloniale (mixte malgache après avril 1940)
- 223e régiment d'artillerie lourde coloniale (mixte malgache après avril 1940)
- 76e groupe de reconnaissance de division d'infanterie

## Les chefs de la6edivisiond'infanterie coloniale
- septembre 1939 : général Thierry[1]
- novembre 1939: général Carles[1]
- 6 juin 1940: général Chaulard[5]
- 11 juin 1940: général Gibert[6]